# Vlatka Oršanić
Vlatka Oršanić (Zabok, Hrvatska, 29. siječnja 1958.), hrvatska operna pjevačica (sopranistica) i pjevačka pedagoginja.

## Životopis i školovanje
Sopranistica Vlatka Oršanić rođena je 29. siječnja 1958. u Zaboku, Hrvatska. Djetinjstvo je provela u Varaždinu te na tamošnjoj Muzičkoj školi započinje svoju glazbenu naobrazbu: sa sedam godina počinje učiti klavir, a kao četrnaestogodišnjakinja prelazi na solo-pjevanje kod prof. Ankice Opolski. Sa šesnaest godina upisuje studij pjevanja na Akademiji za glasbo u Ljubljani u klasi prof. Ondine Otte Klasinc. Diplomirala je u proljeće 1979. godine ulogom Gilde u Verdijevoj operi Rigoletto (Opera SNG Ljubljana). U razdoblju od 1985. do 1990. godine živjela je u Beču, gdje se usavršavala kod Kms. Olivere Miljaković.

## Prvi nastupi
Još u vrijeme studija pjeva u zboru Slovenske filharmonije, njezin prvi profesionalni solistički nastup bila je koncertna izvedba opere Figarov pir W. A. Mozarta 1976. godine, gdje je, uz orkestar Slovenske filharmonije, nastupila u ulozi Susanne i za to dostignuće dobila Prešernovu nagradu za studente. Od 1978. do 1984. godine angažirana je kao solistica Opere SNG Ljubljana. Debitirala je u ulozi Sophie u operi Werther J. Masseneta, slijede uloge Gilda (Rigoletto), Lucia (Lucia di Lammermoor), Adina (Ljubavni napitak), Rosina (Seviljski brijač), Olympia (Hoffmannove priče), Angelica (Orlando), Elvira (Puritanci), Kraljica noći (Čarobna frula) i Violetta (La traviata). Istovremeno postaje gošća opernih kuća u Rijeci, Splitu, Beogradu, Zagrebu, Sarajevu, Novom Sadu i Skopju te na svim važnim festivalima tadašnje Jugoslavije. Gostovala je u Rumunjskoj  (Cluj, Timișoara) i Čehoslovačkoj  (Prag).

## Europa i svijet
Od 1990. do 1992. godine bila je solistica Zemaljskog kazališta (Salzburger Landestheater) u Salzburgu gdje je nastupila kao Despina u Mozartovoj operi Cosi fan tutte, Bastienne u Mozartovoj operi Bastien i Bastienne, Euridika u Gluckovoj operi Orfej i Euridika i Tamiri u Mozartovoj operi Il re pastore. Gostuje u Španjolskoj i Japanu. 1991. godine bila je gošća Semperopere u Dresdenu, gdje je nastupala u ulozi Mile u Janačekovoj operi Osud. Od 1992. do 1995. godine bila je solistica Opere Državnog kazališta (Staatstheater Darmstadt) u Dramstadtu (Njemačka). Tamo je također pjevala brojne glavne sopranske uloge: Rosalinde u opereti Šišmiš J. Straussa, Jenufa u isoimenoj operi L. Janáčeka, Mimi u Puccinijevoj La bohème, Vitellia u Mozartovoj operi La clemenza di Tito, Tatjana u operi Jevgenij Onjegin P. I. Čajkovskog, Donna Anna u Mozartovoj operi Don Giovanni, Mařenka u Prodanoj nevjesti B. Smetane i Violetta u Verdijevoj Travijati. Već od 1993. godine gostuje na drugim europskim pozornicama i u koncertnim dvoranama, a od 1995. godine po Europi i svijetu nastupa kao slobodna umjetnica. Godine 2003. ponovno postaje solisticom i prvakinjom Opere SNG Ljubljana.

## Umjetnički profil
Njezine pjevačke i umjetničke značajke su posebno lijep, bogat i veliki glas, izrazita muzikalnost, glasovni raspon, produbljena i emotivna interpretacija te scenska izražajnost. Karijeru je započela kao koloraturni sopran, a nastavila u ulogama lirskog i mladodramskog soprana. U zadnje vrijeme interpretira uloge dramskog soprana i čak mezzosoprana. Njezin repertoar obuhvaća više od 40 glavnih opernih uloga te širok koncertni repertoar.

## Uloge, nastupi i umjetnički suradnici
Njezine najznačajnije uloge su: Gilda u Verijevoj operi Rigoletto i Lucia u Donizettijevoj operi Lucia di Lammermoor u kojima je kao vrlo mlada pjevačica nastupala na svim pozornicama bivše Jugoslavije, kasnije Jenufa u istoimenoj operi L. Janačeka u kojoj je debitirala u Darmstadtu te nakon toga nastupila na festivalu Maggio Musicale Fiorentino u Firenci, u Freiburgu (Stadttheter) i Essenu (Aalto-Musiktheter), zatim Katarina Izmajlova u Šostakovičevoj operi Lady Macbeth mcenskog okruga (Aalto-Musiktheter Essen, Badisches Staatstheater Karlsruhe, Das Meininger Theater Meiningen, Theater Bremen, Opera HNK Zagreb) i Lady Macbeth u Verdijevoj operi Macbeth (Komische Oper Berlin, Oper Leipzig, Tiroler Landestheater Innsbruck). Nastupala je također kao Donna Elvira u Mozartovoj operi Don Giovanni (Zagreb), Leonora u Verdijevoj operi Trubadur (Bonn, Zagreb), Aida u Verdijevoj operi Aida (Antwerpen, Köln), Ariadna u operi Ariadna na Naxosu R. Straussa (Berlin), Mila u operi Osud L. Janačeka (Dresden), Nataša u operi Rat i mir S. Prokofjeva (Konzerthaus Beč), Malinka-Etherea-Kunka u operi Izleti gospodina Broučeka L. Janačeka (Konzerthaus Beč), Katja u Janačekovoj operi Katja Kabanova (Darmstadt), Rusalka (Essen, Bielefeld) i Kneginja (Ljubljana) u operi A. Dvořáka Rusalka, Tosca u istoimenoj operi G. Puccinija  (Essen, Zagreb, Ljubljana), Tatjana u operi Jevgenij Onjegin (Zagreb ), Mimi u Operi La bohème G. Puccinija (Darmstadt, Zagreb), Marguerite u operi Faust Ch. Gounoda (Ljubljana), Elettra u Mozartovoj operi Idomeneo (Salzburg), Abigaila u Verdijevoj operi Nabucco (Ljubljana), Cio Cio-San u operi Madama Butterfly G. Puccinija (Ljubljana), Maddalena u Giordanovoj operi Andrea Chénier (Ljubljana), Didona (Zagreb, Ljubljana) i Belinda u operi Didona i Eneja H. Purcella, Genoveva u istoimenoj operi R. Schumanna (Konzerthaus Beč), Janja u Gotovčevoj operi Kamenik (Zagreb), Herodijada u operi Salome R. Straussa (Ljubljana), Maddalena u Verdijevoj operi Rigoletto (Ljubljana), Miss Todd u Menottijevoj operi Lopov i stara djevica (Ljubljana), Marcellina u Mozartovom Figarovom piru (Ljubljana) i Kabanicha u Janáčekovoj operi Katja Kabanova (Ljubljana).

Njezin koncertni repertoar također obuhvaća djela različitih glazbenih stilova, od baroka, klasike, romantike i verizma do suvremene glazbe. To su brojne kantate J. S. Bacha i G. F. Händela, Bachova Misa u h-molu, Händelov oratorij Mesija i Devet njemačkih arija, Mozartov Requiem, Krunidbena misa i brojne koncertne arije, 9. simfonija, oratorij Christus am Ölberge i Missa solemnis L. van Beethovena, glazbena drama Lazarus F. Schuberta, Petite messe solennelle i Stabat mater G. Rossinija, oratorij Elias i simfonijska kantata Lobgesang F. Mendelssohna, Njemački rekvijem J. Brahmsa, 2. simfonija G. Mahlera, Stabat mater A. Dvořáka, Verdijeva Messa da requiem, Te Deum i Misa u f-molu A. Brucknera, Altenberg-Lieder A. Berga, Lirska simfonija A. Zemlinskog i Rekvijem za mladog pjesnika B. A. Zimmermanna.

Nastupila je na najvećim europskmi priredbama kao što su Salzburške ljetne igre, Bečki svečani tjedni, Edinburški festival, festival Maggio Musicale Fiorentino, Festival d'automne Paris, Dubrovački ljetni festival, Splitsko ljeto, Varaždinske barokne večeri i Opatijski ljetni festival te na najuglednijim koncertnim pozornicama u Europi i svijetu kao što su Wiener Musikverein, Wiener Konzerthaus, Berliner Philharmonie, Berliner Konzerthaus, Kölner Philharmonie, Alte Oper Frankfurt, Théâtre du Châtelet i Radio France Pariz, Bunka-Kai-Kan Tokio, Auditorio Municipal de Madrid,  te koncertne dvorane u Bruxellesu, Rotterdamu, Utrechtu, Nürnbergu, Rigi, Ljubljani, Zagrebu i Beogradu. Surađivala je s dirigentima kao što su Michael Gielen, Lovro pl. Matačić, Semyon Bychkov, Vladimir Jurowski, Kirill Petrenko, Uroš Lajovic, Hans Graf, Pinchas Steinberg, Daniel Harding, Stefan Soltesz, Heinz Holliger, Rafael Frühbeck de Burgos, Dieter Rossberg, Tomaš Hanus, Howard Arman, Nikša Bareza, Mladen Tarbuk, Ivo Lipanović i drugi te režiserima kao što su Joachim Herz, Harry Kupfer, Christine Mielitz, Liliana Cavani, Uwe Eric Laufenberg, Pet Halmen, Frank van Laecke, Lutz Hochstraate, Thomas Schulte Michels, Andreas Homoki, Konstanze Lauterbach, Fred Berndt, Tom Tölle, Gerd Heinz i drugi. Među njezinim partnerima na sceni bili su i Elina Garanča, Anja Harteros i Piotr Bieczała.

## Pedagoška djelatnost
Pedagoškim radom se bavi od 2003. godine. Redovita je profesorica u trajnom zvanju na Muzičkoj akademiji u Zagrebu, gdje je u razdoblju od 2007. do 2016. godine bila i pročelnica Odsjeka za pjevanje. U razdoblju od 2006. do 2010. godine je predavala i na Akademiji za glasbo u Ljubljani. Njezini studenti su solisti brojnih europskih i svjetskih opernih kuća: Bayerische Staatsoper München, Deutsche Oper Berlin, Semperoper Dresden, Grand Theatre de Geneve, Stadtthetaer St. Gallen, Narodni Divadlo Prag, Teatro Fenice Venecija, Teatro dell'Opera di Roma, Opera Krakowska, Gran Teatre del Liceu Barcelona, Chicago Operahouse, Opera SNG Ljubljana, Opera SNG Maribor, Opera HNK Zagreb, Opera HNK Ivan Zajc Rijeka, Opera HNK Split, Opera HNK Osijek. Voditeljica je seminara za pjevače i pjevačke pedagoge, članica je žirija na domaćim i međunarodnim pjevačkim natjecanjima te suosnivačica i ravnateljica međunarodnog pjevačkog natjecanja "Zinka Milanov" u Rijeci.

## Nagrade
- 1976 - studentska Prešernova nagrada (Slovenija) za ulogu Susanne u Mozartovoj operi Figarov pir.
- 1979 - 1. nagrada na međunarodnom natjecanju opernih pjevača "Mario del Monaco" Udine, Italija.
- 1980 - 2. nagrada na međunaronom Televizijskom natjecanju "Belcanto" Oostende, Belgija.
- 2004 - Nagrada "Marijana Radev" (Hrvatska) za najbolju žensku opernu ulogu u sezoni ( Katerina Izmajlova u operi Lady Macbeth mscenskog okruga).
- 2007 - Nagrada "Milka Trnina"(Hrvatska) za izuzetna umjetnička postignuća.
- 2010 - Plaketa "Sergije Rainis" (Hrvatska) za izuzetne dosege na području vokalne umjetnosti i pedagogije.
- 2011 - Nagrada Hrvatskog društva glazbenih i plesnih pedagoga za izvrsne rezultate na području glazbene pedagogije.
- 2012 - Nagrada "Samo Smerkolj" (Slovenija) za umjetnička postignuća slovenskih opernih pjevača, posebice na području komorne opere.
- 2012 - Betettova nagrada (Slovenija) za umjetnička postignuća i sveopći doprinos slovenskoj glazbenoj kulturi.

## CD-ploče
- A. Zemlinsky: Lyrische Symphonie / A. Berg: Altenberg-Lieder, SWF-Sinfonieorchester, dir. Michael Gielen, Arte Nova Classics, 1995.
- Ludwig van Beethoven: Sinfonie Nr. 9, SWF-Sinfonieorchester, dir. Michael Gielen, EMI Records, 1995.
- B. A. Zimmermann: Requiem für einen jungen Dichter, SWF-Sinfonieorchester, dir. Michael Gielen, Sony Classical, 1995.
- G. F. Händel: Devet njemačkih arija, Drago Arko (violina), Ciril Škerjanc (violončelo), Vlasta Doležal-Rus (čembalo), Založba kaset in plošč, Ljubljana 2000.

## Mediji
- Portret Vlatke Oršanić, Produkcija Hrvatske televizije, 2000. Režija: Branko Ivanda
- Televizijska emisija o Vlatki Oršanić, autorica: Darja Korez Korenčan. Produkcija Televizije Slovenije, 2004.
- Arhivske snimke Vlatke Oršanić pohranjene su na sljedećim radijskim i televizijskim postajama: Radiotelevizija Slovenija, Hrvatska radiotelevizija (HRT), Österreichischer Rundfunk (ORF), Deutschlandsradio, Südwestrundfunk (SWR), Mitteldeutsche Rundfunk (MDR).

## Vanjske poveznice
- Vlatka Oršanić razgovori - poveznica1
- Vlatka Oršanić razgovori - poveznica2
- Tosca, Zagreb, 2003
- Zinka Milanov Competition  Arhivirana inačica izvorne stranice od 29. studenoga 2016. (Wayback Machine)
- Mozirje: seminar za pjevače  Arhivirana inačica izvorne stranice od 30. studenoga 2016. (Wayback Machine)
- Nagrada Milka Trnina  Arhivirana inačica izvorne stranice od 18. siječnja 2010. (Wayback Machine)
- Nagrada Marijane Radev
- Vlatka Oršanić, intervju Nacional
- Vlatka Oršanić i B. A. Zimmermann